# Конфедеративни американски щати
Конфедеративните американски щати (на английски: Confederate States of America) е конфедерация в Северна Америка, съществувала от 1861 до 1865 година, по време на Американската гражданска война, наричана също Югът. Нейни столици последователно са Монтгомъри (1861 г.), Ричмънд (1861 – 1865 г.) и Данвил (1865 г.). Президент през цялото съществуване на държавата е Джеферсън Дейвис.
Конфедеративните американски щати са основани на 8 февруари 1861 година, когато седемте щата (Алабама, Джорджия, Луизиана, Мисисипи, Тексас, Флорида, Южна Каролина), отделили се по-рано от Съединените американски щати, образуват конфедерация. След започването на военните действия между двете страни щатите Арканзас, Вирджиния, Северна Каролина и Тенеси също преминават от Съединените щати към Конфедерацията. Тя прекратява съществуването си на 11 април 1865 година, след победата на Съединените щати.
| Номер | Град       | Щат              | Население (1860 г.) | На ниво САЩ | Под контрола на САЩ |
| ----- | ---------- | ---------------- | ------------------- | ----------- | ------------------- |
| 1     | Ню Орлеанс | Луизиана         | 168 675             | 6           | 1862                |
| 2     | Чарлстън   | Южна Каролина    | 40 522              | 22          | 1865                |
| 3     | Ричмънд    | Вирджиния        | 37 910              | 25          | 1865                |
| 4     | Мобил      | Алабама          | 29 258              | 27          | 1865                |
| 5     | Мемфис     | Тенеси           | 22 623              | 38          | 1862                |
| 6     | Савана     | Джорджия         | 22 292              | 41          | 1864                |
| 7     | Питърсбърг | Вирджиния        | 18 266              | 50          | 1865                |
| 8     | Нашвил     | Тенеси           | 16 988              | 54          | 1862                |
| 9     | Норфолк    | Вирджиния        | 14 620              | 61          | 1862                |
| 10    | Огъста     | Джорджия         | 12 493              | 77          | 1865                |
| 11    | Кълъмбъс   | Джорджия         | 9621                | 97          | 1865                |
| 12    | Атланта    | Джорджия         | 9554                | 99          | 1864                |
| 13    | Уилмингтън | Северна Каролина | 9553                | 100         | 1865                |